# خمسة جنيهات (عملة ذهبية)
العملة الذهبية البريطانية ذات الخمسة جنيهات، أو السيادة الخماسية، تبلغ قيمتها الاسمية خمسة جنيهات إسترلينية. سكت بشكل متقطع منذ عام 1820، على الرغم من أنها أصبحت عملة متداولة فقط في أعوام 1887 و1893 و1902. خلال معظم تاريخها، صورت على ظهرها تصوير بينيديتو بيستروتشي للقديس جرجس والتنين، والذي استخدم تقليديًا على العملة الذهبية سوفرن أو الجنيه الواحد.
كانت القطعة ذات الخمسة جنيهات إحدى الفئات الأصلية للعملات الذهبية المصرح بها كجزء من إعادة سك العملة الكبرى عام 1816. لم يتم ضربها حتى عام 1820، وبعد ذلك فقط كعملة نمطية. وصدرت مرة أخرى بأعداد صغيرة في أعوام 1826 و1829 و1839، وعلى الرغم من أن عملة كانت معروضة للبيع منذ ما يقرب من نصف قرن في دار سك العملة الملكية، إلا أنه يُعتقد أن حوالي 400 قطعة فقط قد سكت.
منذ عام 1980، سكت القطعة الذهبية التي يبلغ وزنها خمسة جنيهات في معظم السنوات من قبل دار سك العملة الملكية لبيعها لهواة جمع العملات وحاملي السبائك. وعلى الرغم من أنها تعرض تصميم بيستروتشي بشكل عام، فقد صدرت إصدارات تذكارية منها، كما هو الحال في عام 2022، سكت بعد وفاة إليزابيث الثانية، والتي كانت تضم تمثالًا نصفيًا لابنها وخليفتها تشارلز الثالث.

## خلفية
بدأت العملة الذهبية ذات الخمس جنيهات في عام 1668 كعملة معدنية بقيمة مائة شلن، كان هذا قبل أن تستقر القيمة المتقلبة للجنيه عند واحد وعشرين شلنًا في عام 1717. وفقًا لريتشارد لوبيل، في كتالوج Coincraft القياسي للعملات المعدنية الإنجليزية والمملكة المتحدة ، هناك بعض الحالات التي تشير إلى أن القطعة ذات الخمسة جنيهات التي صدرت بعد إعادة العملة الكبرى عام 1816 هي مجرد استمرار للعملة السابقة، والتي سكت آخر مرة في عام 1753. ومع ذلك، يفصل لوبيل بين السلسلتين في كتالوجه.
بعد الحروب النابليونية، وضع البرلمان، بموجب قانون العملات لعام 1816، بريطانيا رسميًا على معيار الذهب، مع تعريف الجنيه الإسترليني على أنه كمية معينة من الذهب. أيد كل المتحدثين تقريبًا وجود عملة معدنية بقيمة عشرين شلنًا، بدلاً من الاستمرار في استخدام الجنيه. أحد أسباب إدخال العملات الذهبية هو أن قيمتها، التي تساوي جنيهًا إسترلينيًا واحدًا، كانت أكثر ملاءمة من الجنيه، أي ما يعادل واحد وعشرين شلنًا. ومع ذلك، فإن قانون العملات لم يحدد العملات المعدنية التي يجب على دار سك العملة أن سكها.

## القضايا المبكرة
أول ضرب لفئات الخمسة جنيهات بعد إصلاح العملة كان في عام 1820 كنموذج للعملة ، يصور جورج الثالث ( 1760-1820 ). يُظهر الوجه التمثال النصفي للملك مع عنوان تفسيري GEORGIUS III D G BRITANNIAR REX F D (جورج الثالث بفضل الله، ملك البريطانيين، المدافع عن الإيمان) والتاريخ، بينما يُظهر العكس تصميم جورج والتنين لبيستروتشي بدون عنوان أو تاريخ. ظهر هذا التصميم لأول مرة في عام 1817. يحمل التصميم لقب بيستروتشي في أسفل اليسار، مع الأحرف الأولى من اسم سيد دار سك العملة، ويليام ويليسلي بول، بالقرب من الرمح المكسور.
والظهور التالي للطائفة كان في عهد جورج الرابع ( 1820–1830 )، في عام 1826، وتم تضمينه في مجموعة الإثبات لذلك العام. قطعة واحدة معروفة بتاريخ 1829. يُظهر الوجه التمثال النصفي للملك ذو الوجه الأيسر مع عنوان GEORGIUS IV DEI GRATIA (جورج الرابع بفضل الله...) بينما يُظهر العكس درعًا متوجًا داخل عباءة الرأس مع BRITANNIARUM REX FID DEF (ملك البريطانيين، المدافع عن الإيمان). تحتوي العملة المعدنية لعام 1826 على نقش على الحافة DECUS ET TUTAMEN ANNO REGNI SEPTIMO (زخرفة ودرع؛ السنة السابعة للحكم)، في حين أن عملة 1829 لها حافة واضحة. لم تصدر عملات معدنية من فئة خمسة جنيهات في عهد ويليام الرابع ( 1830-1837 ).

## عملات فيكتوريا بخمسة جنيهات
العملة التالية بهذه القيمة لم تظهر إلا في وقت مبكر من عهد الملكة فيكتوريا ( 1837-1901 )، عندما تم إنتاج ما يعتبره لوبيل واحدة من أشهر العملات المعدنية البريطانية وأكثرها جاذبية. وصف هذه القطعة، المعروفة باسم عملة أونا والأسد، بأنها تتمتع "بمكانة عبادة". تظهر أونا والأسد في ملحمة إدموند سبنسر "ملكة الجن" في القرن السادس عشر. يُظهر الوجه رأس الملكة الشابة، متجهًا إلى اليسار مع نقش VICTORIA D G BRITANNIARUM REGINA F D (فيكتوريا بفضل الله ملكة البريطانيين، المدافعة عن الإيمان)، بينما يظهرها العكس أونا تقود الأسد إلى اليسار، مع نقش DIRIGE DEUS GRESSUS MEOS (فليوجه الرب خطواتي)، على الرغم من أن بعض العملات المعدنية تقول DIRIGIT DEUS GRESSUS MEOS وبالتالي "الرب يوجه خطواتي" - مع التاريخ MDCCCXXXIX (1839) في التمرين تحت الأسد. وقد تحتوي الحافة على النقش DECUS ET TUTAMEN ANNO REGNI TERTIO (حلية وأمانة؛ في السنة الثالثة للملك) أو تكون واضحة. سكت هذه العملات عند الطلب وبيعتها دار سك العملة الملكية حتى عام 1886؛ وهناك عدد من الأصناف وقد يصل إجمالي عدد الأصناف إلى 400. بيع عينة في حالة استثنائية في عام 2021 مقابل 1.44 مليون دولار أمريكي (1.04 مليون جنيه إسترليني).
في عام 2022، قامت دار سك العملة الملكية بضرب عملات معدنية من فئة خمسة جنيهات بتصميم لنود يُظهر تفسيرًا للأذرع الملكية. كان هذا التصميم، المستخدم للملك ومضاعفاته وكسوره، بمناسبة اليوبيل البلاتيني لإليزابيث الثانية. في وقت لاحق من العام، بعد وفاة إليزابيث الثانية، أصدرت دار سك العملة الملكية عملات تذكارية، بما في ذلك العملة فئة خمسة جنيهات، والتي تتميز بتفسير كلارك للأسلحة الملكية على العكس، وعلى الوجه، أول عملة تذكارية. صورة عملة لخليفة إليزابيث، تشارلز الثالث ( 2022– ) بقلم مارتن جينينغز. بالإضافة إلى التمثال النصفي الأيسر لتشارلز، وكان الوجه يحمل عبارة CHARLES III DEI GRA REX FID DEF (شارل الثالث بنعمة الله الملك المدافع عن الإيمان). وفي عام 2023، سكت قطعة بوزن خمسة أرطال تخليدًا لذكرى تتويج تشارلز الثالث، على الوجه صورة متوجة للملك بواسطة جينينغز والعكس بيستروتشي جرجس والتنين.

## فهرس
- Bair، Bob (مارس 2023). "William Wyon's Una and the Lion". The Numismatist: 46–50.
- Bull، Maurice (2023). English Gold Coinage. London, England: Spink & Son Ltd. ج. II. ISBN:978-1-912667-72-7.
- Celtel، André؛ Gullbekk، Svein H. (2006). The Sovereign and its Golden Antecedents. Oslo, Norway: Monetarius. ISBN:978-82-996755-6-7.
- Clancy، Kevin (2017) [2015]. A History of the Sovereign: Chief Coin of the World (ط. second). Llantrisant, Wales: Royal Mint Museum. ISBN:978-1-869917-00-5.
- Lant، Jeffrey L. (1973). "The Jubilee Coinage of 1887" (PDF). British Numismatic Journal. ج. 43: 132–141. مؤرشف من الأصل (PDF) في 2023-05-28.
- Mussell، John W.، المحرر (2016). The Coin Yearbook 2017. Exeter, Devon: Token Publishing Ltd. ISBN:978-1-908828-30-9.
- Lobel، Richard، المحرر (1999) [1995]. Coincraft's Standard Catalogue English & UK Coins 1066 to Date (ط. 5th). London: Standard Catalogue Publishers Ltd. ISBN:978-0-9526228-8-8.
- Marsh، Michael A. (2017) [1980]. The Gold Sovereign (ط. revised). Exeter, Devon: Token Publishing Ltd. ISBN:978-1-908828-36-1.
- Seaby، Peter (1985). The Story of British Coinage. London: B. A. Seaby Ltd. ISBN:978-0-900652-74-5.
- Skellern، Stephen (أكتوبر 2013). "The Coinage of Edward VII, Part I". Coin News: 31–33.
- Spink & Son Ltd (2004). Coins of England and the United Kingdom (ط. 39th). London: Spink & Son Ltd. ISBN:978-1-902040-56-1.
- Spink & Son Ltd (2017). Coins of England and the United Kingdom, Decimal Issues (ط. 3rd). London: Spink & Son Ltd. ISBN:978-1-907427-99-2.
- Stocker، Mark (1996). "The Coinage of 1893" (PDF). British Numismatic Journal  [لغات أخرى]‏. ج. 66: 67–86. مؤرشف من الأصل (PDF) في 2023-05-28.{{استشهاد بدورية محكمة}}:  صيانة الاستشهاد: علامات ترقيم زائدة (link)